# Brautrummel

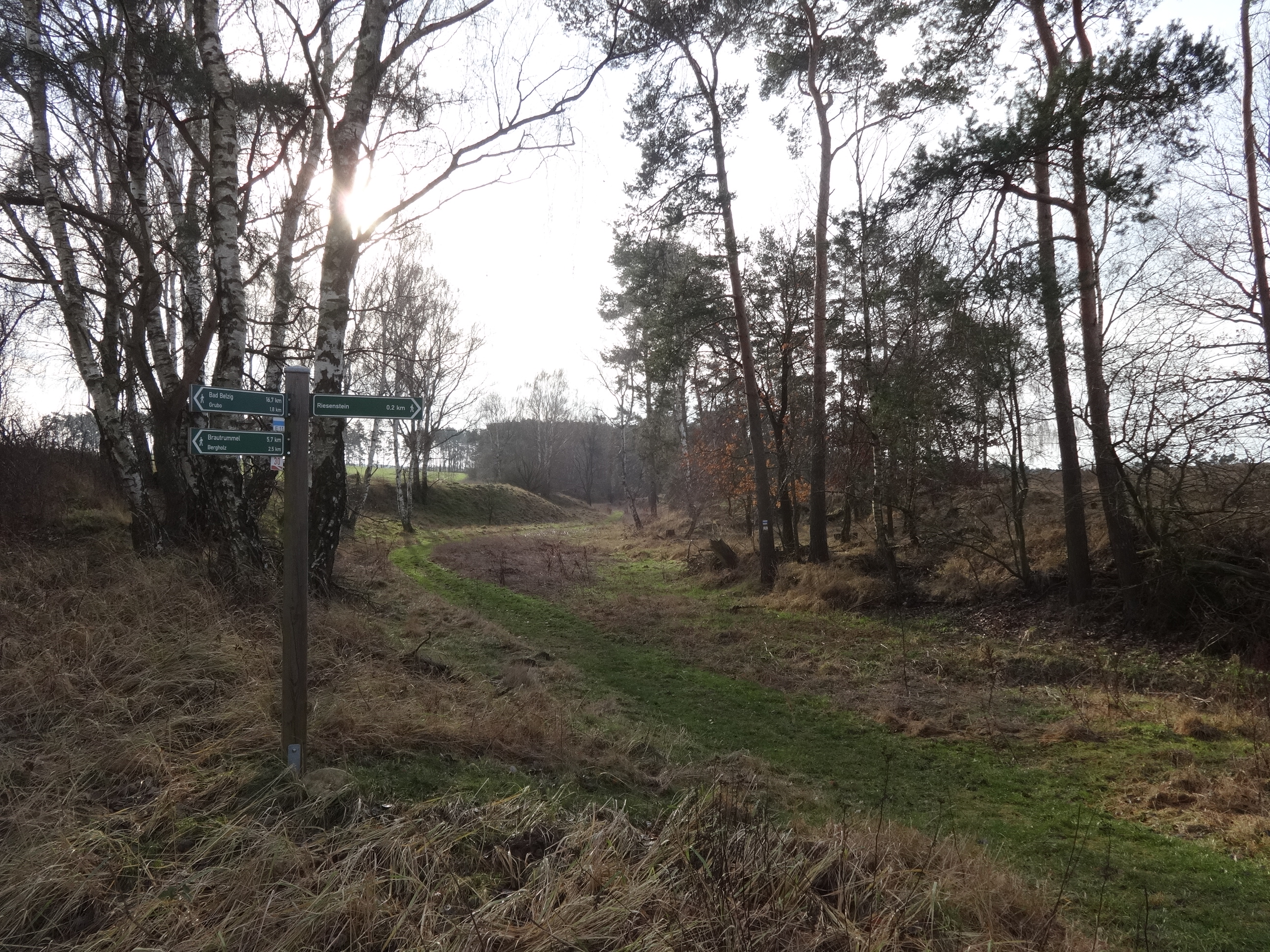
Brautrummel bei Wiesenburg/Mark

Die Brautrummel ist ein periglaziales Trockental im Hohen Fläming im Land Brandenburg. Sie liegt auf der Gemarkung der Gemeinde Wiesenburg/Mark in der Nähe des Ortsteils Grubo. Sie ist ein Naturdenkmal.

## Entstehungsgeschichte

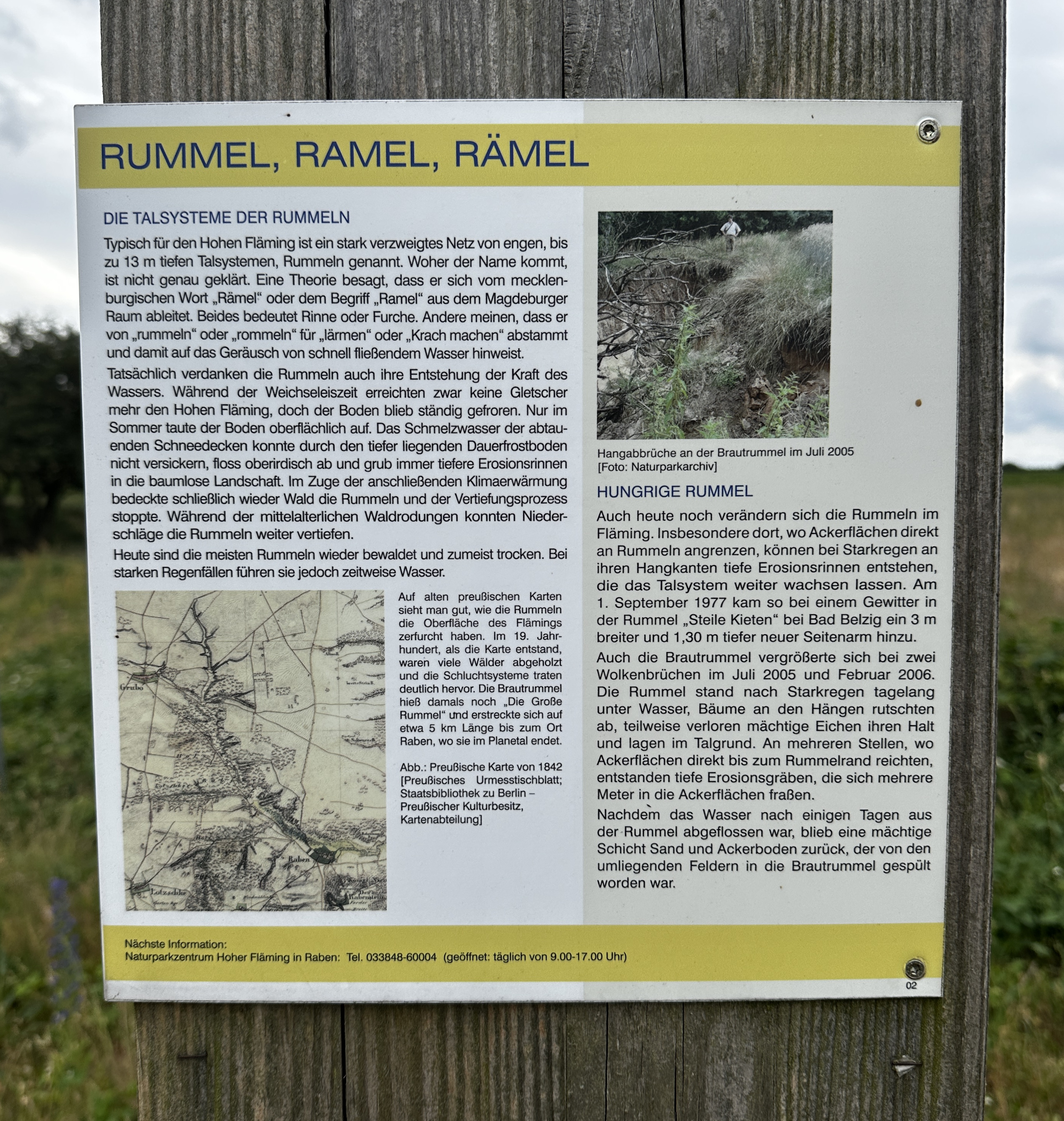
Infotafel

Die Entstehung der Rummeln im Hohen Fläming geht auf die letzte Weichseleiszeit zurück. Zwar war die Region eisfrei, der Boden jedoch permanent gefroren. Im Sommer konnte das Schmelzwasser daher nicht im Boden versickern, sondern floss oberflächlich ab und bildete durch Erosion an den Oberläufen bereits existierender Trockentäler immer tiefer werdende Täler mit muldenartigen Hängen. Diese Ausprägung wurde durch die Zerstörung der Vegetationsdecke, beispielsweise bei der Rodung von Waldflächen durch den Menschen verstärkt. In Folge konnte das Regenwasser noch schneller abfließen. Der Überlieferung zufolge nutzten die Bauern die Rummel als Weidefläche für ihre Schafe, Ziegen und Schweine.

## Lage und Ausdehnung, Namensgebung
Die Hauptschlucht der Rummel liegt im Landschaftsschutzgebiet Hoher Fläming – Belziger Landschaftswiesen südlich der Verbindungsstraße zwischen Bad Belzig und Grubo. Die bis zu zehn Meter tiefe Rummel verläuft in südöstlicher Richtung bis nach Raben und erstreckt sich über eine Fläche von 7,8 Hektar. Das Gefälle beträgt rund ein Prozent in Richtung Plane. Die Talsohle ist im nördlichen Bereich rund 30 Meter, im weiteren Verlauf bis zu 120 Meter breit. An den Seitenwänden wachsen Kiefern, Stieleichen und Birken, teilweise auch Ebereschen, Schlehen und Faulbäume. Im Normalfall führt die Rummel kein Wasser. Im Juli 2005 kam es jedoch zu starken Niederschlägen, die zu einem Wasserstand von bis zu 50 cm in der Rummel führten. Weitere bedeutende Rummeln im Hohen Fläming sind die Neuendorfer und Garreyer Rummel und die Rummel Steile Kieten bei Bad Belzig.
Einer Überlieferung nach soll sich ein Brautpaar aus Grubo in der Rummel aufgehalten haben. Sie bemerkten nicht, dass ein Gewitter aufzog und es zu einem starken Niederschlag kam. Das Wasser in der Rummel stieg so schnell und stark an, dass sie vergeblich versuchten, die rettende Böschung zu erreichen und ertranken.

## Skulptur von Sebastian David

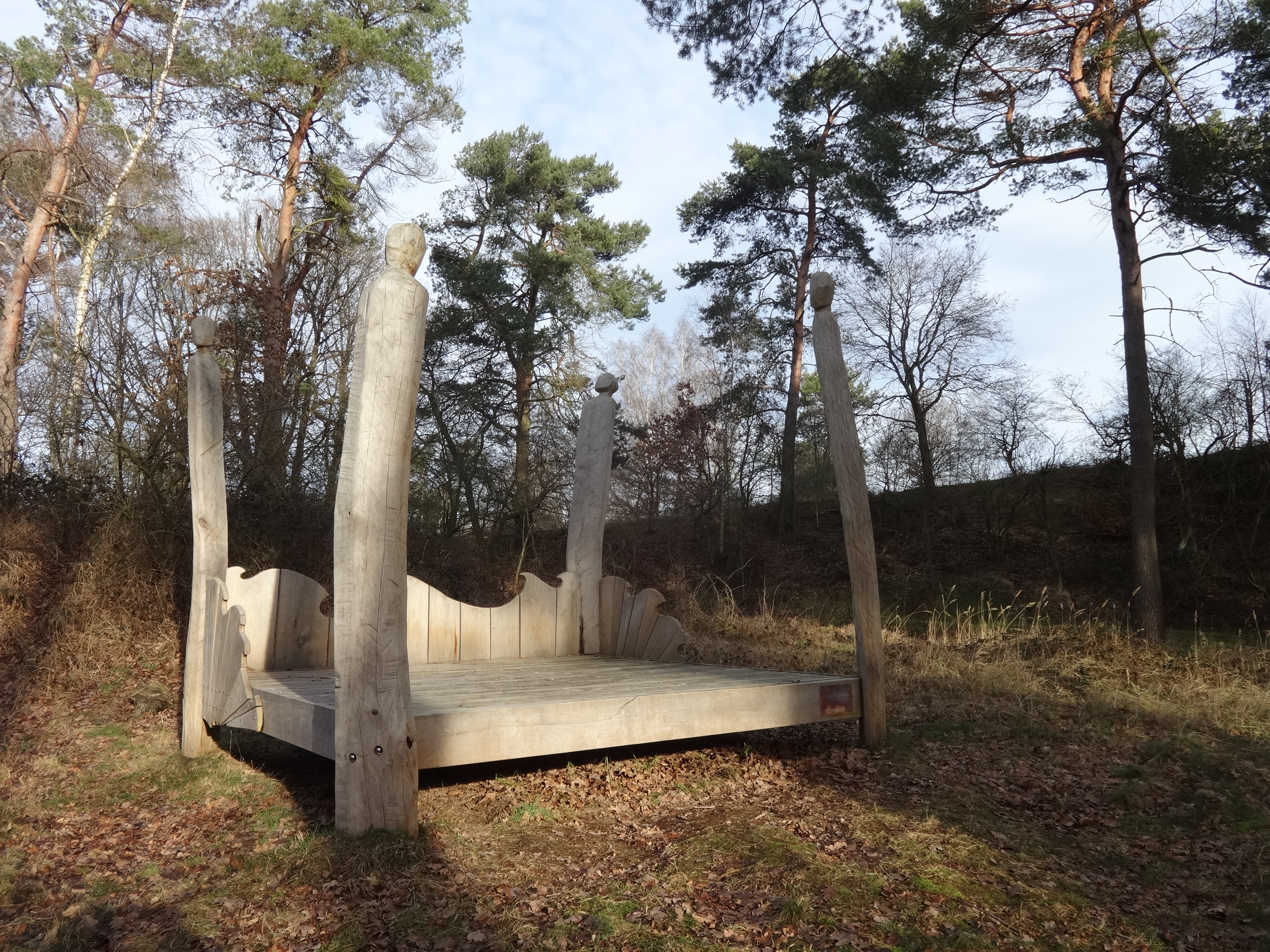
Skulptur von David

Rund 300 Meter südlich des Einstiegs an der Bundesstraße 246 in die Rummel befindet sich eine begehbare Holzskulptur von Sebastian David mit dem Titel Ein Feldbett für den Fläming. Das Werk wurde am 21. Dezember 2014 im Beisein des Künstlers eingeweiht. Die gegenüberliegenden Stelen des Feldbettes wurden aus je einem Stamm Eiche aus dem Schlosspark in Wiesenburg gearbeitet und stellen – so der Künstler – „die zwei unvollkommenen Hälften eines Ganzen [dar], die nach Einheit streben. Sie öffnen ein Feld zwischen sich, das von Suche, Sehnsucht, Hingabe, Geduld und Liebe erfüllt ist.“